# Fedde Jonkman
Fedde Jonkman (Akmarijp, 28 april 1941 – Katwijk, 27 november 2024) was een Nederlands politicus namens de ARP en het CDA.
Hij werd in Friesland als boerenzoon geboren en ging na de mulo naar de kweekschool. Vervolgens werd hij onderwijzer en na het volgen van diverse applicatiecursussen werd hij leraar geschiedenis, aardrijkskunde en maatschappijleer. Van 1972 tot 1978 was Jonkman adjunct-directeur van de Christelijke LEAO in Drachten. Daarnaast zat hij vanaf 1974 voor de ARP in de gemeenteraad van Smallingerland, waaronder Drachten valt. In 1978 werd hij daar wethouder. In april 1985 volgde zijn benoeming tot burgemeester van de toenmalige Zuid-Hollandse gemeente Rijnsburg, wat hij twaalf jaar bleef. Van 1997 tot zijn vervroegd pensioen in juni 2004 was Jonkman burgemeester van Waddinxveen.
Hij overleed in 2024 op 83-jarige leeftijd.